# Vespinitocris dux
Vespinitocris dux là một loài bọ cánh cứng trong họ Cerambycidae.